# 16505 Sulzer
16505 Sulzer (1990 TB13) là một tiểu hành tinh vành đai chính được phát hiện ngày 12 tháng 10 năm 1990 bởi F. Borngen và L. D. Schmadel ở Tautenburg.